# Oudheid van A tot Z

## A
Akkad - Antieke filosofie - Archeologie - Aufstieg und Niedergang der römischen Welt

## B
Babylon

## C
Carthago - Chinese oudheid

## D
Dur Kurigalzu

## E
Egyptologie - Elam - Epigrafie - Ethiopië - Etrusken

## F
Die Fragmente der griechischen Historiker

## G
Geschiedenis van de oudheid

## H
Hettieten - Huurlingen in de oudheid

## I
Iberisch - Inscriptie

## K
De klassieken - klassieke oudheid

## L
Leenstelsel

## M
Mauritanië - Milete

## N
Der Neue Pauly - Numismatiek

## O
Ontdekkingsreizen in de oudheid - Oude Egypte - Oude Griekenland - Oude Rome - Oudheid - Oxford Classical Dictionary

## P
Palimpsest (manuscript) - Papyrologie - Papyrus - Pre-Romeins Portugal - Preclassicisme

## R
Rolzegel

## S
Slavernij in de oudheid - Slavernij in het oude Griekenland - Slavernij in het oude Rome - Strijdwagen - Sumer

## T
Tempelprostitutie - Thracië

## U
Ur

## V
Votiefsteen

## W
Wieg van de beschaving